# Fuchsia lycioides
Fuchsia lycioides är en dunörtsväxtart som beskrevs av Gábor Gabriel Andreánszky. Fuchsia lycioides ingår i släktet fuchsior, och familjen dunörtsväxter. Inga underarter finns listade i Catalogue of Life.

## Bildgalleri

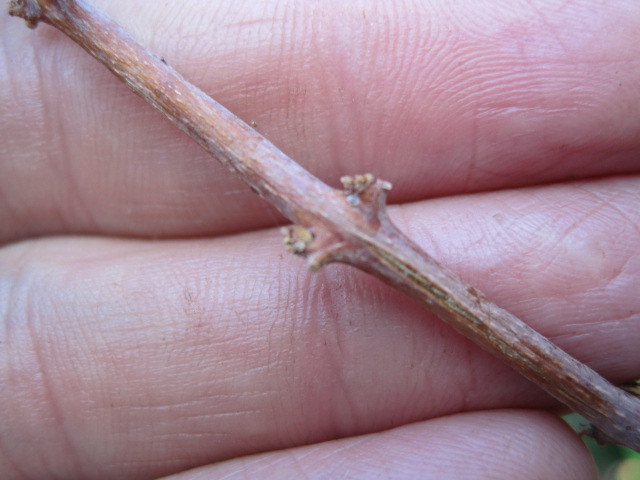
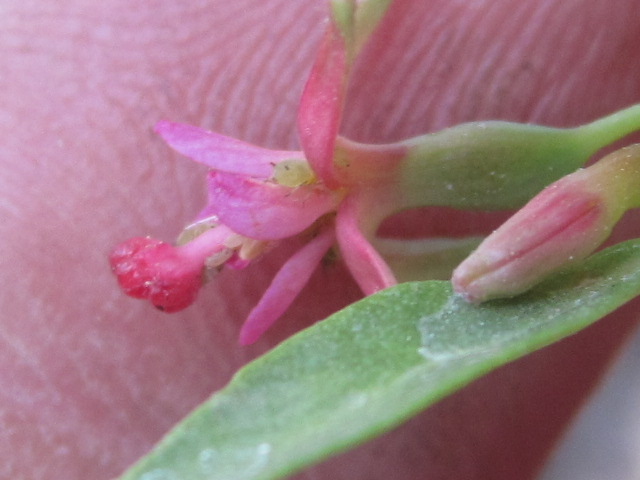
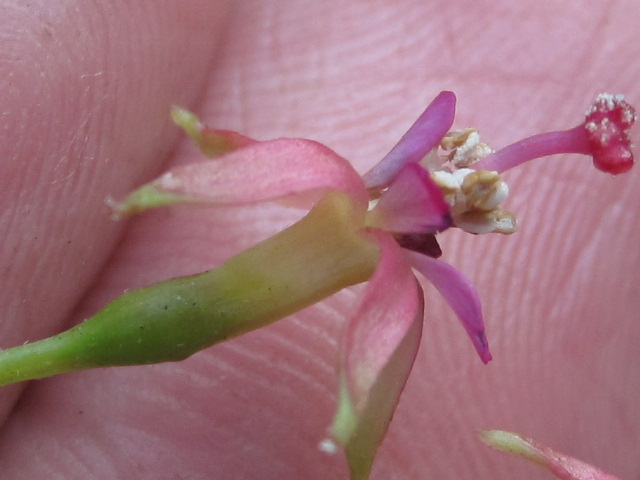
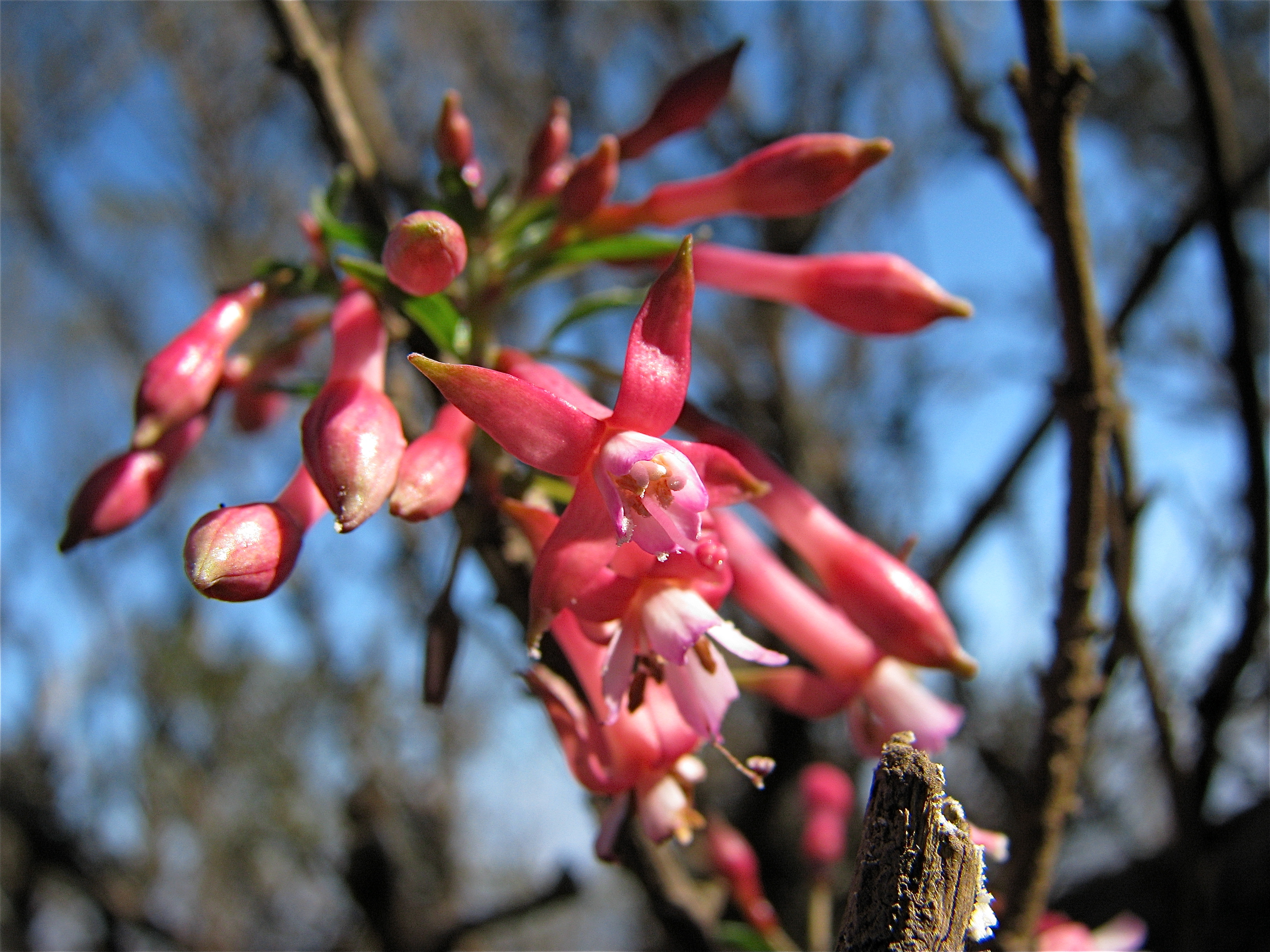